# Tykho Moon
Tykho Moon is een sciencefictionfilm uit 1996 onder regie van Enki Bilal, gebaseerd op zijn eigen stripboeken.

## Verhaal
De familie MacBee heeft een regering opgericht op een maankolonie. Deze kolonie lijkt op een verwoest Parijs dat opgedeeld is door een soort van Berlijnse Muur. Alle mannelijke leden van de MacBee familie lijden aan een mysterieuze, dodelijke ziekte waardoor zij altijd waren aangewezen op orgaandonaties van Tykho Moon. Hoewel deze figuur nu dood gewaand wordt, gaat de familie toch naar hem op zoek terwijl ze continu worden aangevallen door moordenaars.

## Rolbezetting
Hoofdpersonages:
| Acteur                 | Personage  |
| ---------------------- | ---------- |
| Johan Leysen           | Tykho Moon |
| Jean-Louis Trintignant | de chirurg |
| Julie Delpy            | Lena       |
| Michel Piccoli         | MacBee     |
| Marie Laforêt          | Eva        |
| Richard Bohringer      | Glenbarr   |
| Yann Collette          | Alvin      |